# Актуалізм

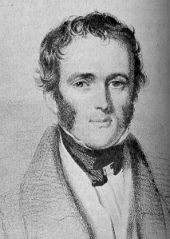
Чарльз Лайєль (1797–1875)

Актуалі́зм (лат. actualis — діяльний, теперішній, сучасний) — один з методів вивчення історії Землі, реконструкція процесів минулого шляхом використання закономірностей, виявлених при вивченні сучасних геологічних процесів. Чим давніші відклади, тим менш прийнятним є використання методу актуалізму; у той же час цей метод дає досить надійні результати для фанерозою і особливо кайнозою. Найефективніший метод актуалізму в галузі літології, вулканології, частково в тектоніці та палеонтології.
Актуалізм успішно застосовують його для пояснення питань утворення гірських порід і зв'язаних з ними корисних копалин, для відтворення геологічної історії суші, морів і океанів в окремі періоди і епохи.
Є одним з основних принципів у геології.

## Історія

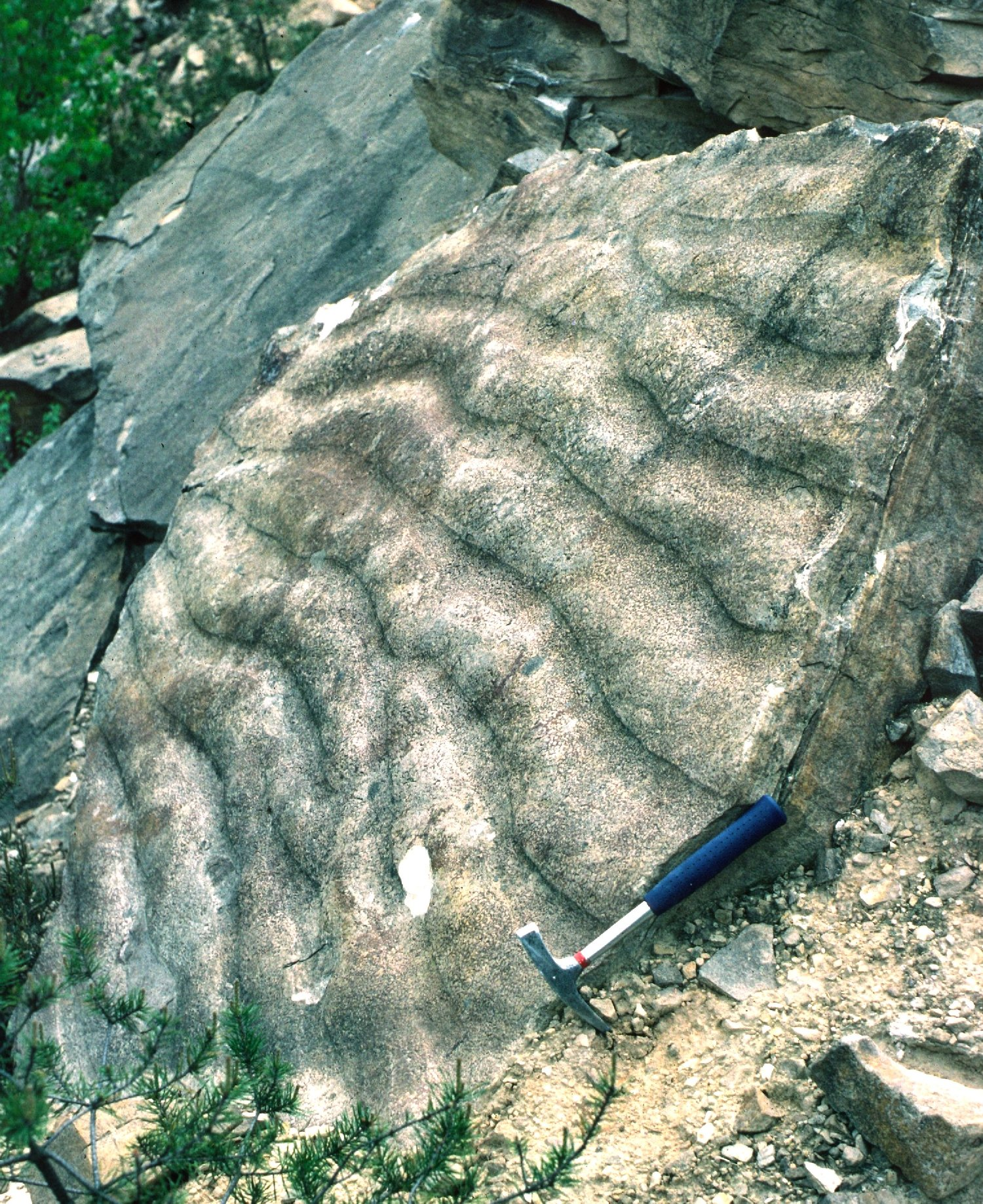
Викопна руслова гряда

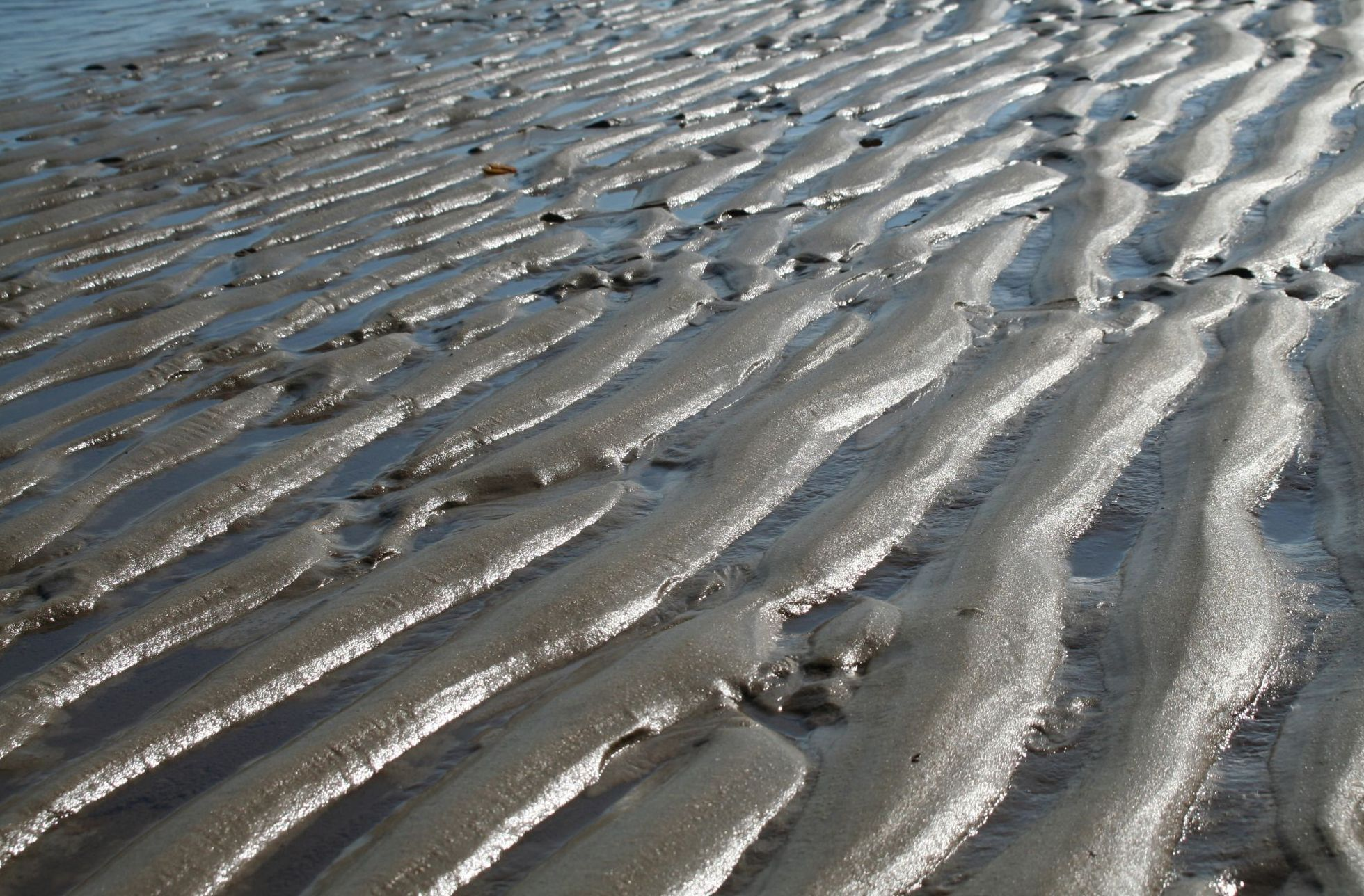
Руслова гряда припливу

Ідеї актуалізму були вперше викладені в 1795 році шотландським геологом Джеймсом Гаттоном в його роботі «Теорія Землі» і пізніше розвинуті англійським геологом Чарльзом Лайєлем у його праці «Принципи геології» (1830 рік).
Лайєль пов'язав свої методологічні правила з теорією рівнозначності вимірювань (градулізмом). На противагу положень поширеної в геологічній науці XVIII—XIX століть теорії катастрофізму, Лайєль стверджував, що в геологічній історії Землі ніколи не існувало фази підвищеної природної активності — епох підвищеного вулканізму або гороутворення, як і стрибкоподібного розвитку різних біологічних видів (положення, яке мало вплив на розвиток палеонтології). Навіть найбільш кардинальні зміни вигляду земної поверхні стали можливими лише в результаті вкрай повільного процесу взаємодії великої кількості дрібних явищ, які одне за одним відбувалися протягом цілих геологічних епох, які тривали десятки і сотні мільйонів років.
Швидке поширення в науковому середовищі і визнання нею ідей актуалізму призвело до того, що вже до 1850 року теорія катастрофізму в геологічній науці більше не розглядалась серйозно.
Еволюційна теорія Чарльза Дарвіна, не дивлячись на безсумнівну близькість до теорій актуалізму і градулізму, Лайєлем відкидалась протягом багатьох років (оскільки він вважав, що для дарвіновської еволюційної зміни видів в реальності потрібні настільки великі часові проміжки, що це робить саму теорію помилковою). Лише в кінці життя, під тиском незаперечних фактів Лайєль був змушений визнати правоту Дарвіна.

## Суть принципу актуалізму
Принцип актуалізму потребує при будь-яких реконструкціях подій та явищ, які відбувалися в минулому, виходити з того, що для них діяли ті ж закони і принципи, які діють сьогодні. У формулюванні Лайєля принцип звучить так: «Сучасність є ключем до минулого». Слідування принципу актуалізму дозволяє моделювати об'єкти і системи, які не існують в наш час, вивчати їх будову та функціонування, формуючи картину минулого і отримуючи, таким чином, можливість простежувати закономірності розвитку світу.
Принцип актуалізму не є ні законом природи, ні аксіомою, яка приймається без доведень в наукових дослідженнях. Він є презумпцією, тобто принципом, який в конкретних випадках приймається як робоча гіпотеза до тих пір, доки наявні факти не спростовують його справедливості. У застосуванні до історичних досліджень (в широкому смислі цього слова, включаючи сюди не тільки історію людства, але і геологію, палеонтологію, астрофізику та інші дисципліни, предмет вивчення яких хоча б частково знаходиться в минулому) принцип актуалізму пропонує вважати, що в минулому будь-які системи функціонували за тими ж законами, що і їх сучасні аналоги. Відхід від цього принципу можливий, коли в конкретному випадку виявляються факти поведінки системи, відмінної від сучасної. На практиці, як правило, виявляється, що в усіх подібних випадках різниця в поведінці зумовлена тим, що система в минулому була не повністю аналогічна сьогоднішній, з якою її зіставляють.
Принцип актуалізму є наслідком, з одного боку прийняття раціонального типу мислення, а з іншого — застосування відомого логічного принципу, відомого як бритва Оккама: «Не слід примножувати сутності без потреби». В застосуванні до даного випадку він вимагає, щоб із всіх можливих пояснень деякого явища вибиралось найпростіше, яке адекватно описує дане явище. Отже, якщо відомих законів достатньо для пояснення деякого явища або процесу минулого, то введення яких-небудь інших, специфічних законів для минулого є надлишковим.

## Термін
Термін «актуалізм» має два значення:
1. Вираження теорії, згідно з якою в геологічному минулому діяли ті самі сили і з такою самою інтенсивністю, як і в даний час, тому знання сучасних геологічних явищ можна без поправок поширювати на геологічне минуле будь-якої давності.
2. Метод, при якому для розуміння минулого йдуть від вивчення сучасних процесів, але з усвідомленням того, що в минулому, особливо віддаленому від сучасності, і фізико-географічна обстановка на поверхні (і в глибинах) Землі, і самі процеси, що протікали тоді, деякою мірою відрізнялись від сучасних, і тим більше, чим більш віддалена від нас минула геологічна епоха.

Іноді актуалізм асоціюється з терміном уніформізм (ісп. uniformismo — одноманітний). Його вперше використав англійський вчений Вільям Уевел в 1832 році. Принцип уніформізму виходить з тих самих уявлень про незмінність системи геологічних факторів в часі, але він відображає механістичність природознавства, і не є порівняльно-історичним методом.

## Методологія
Методологій актуалізму (або уніформізму) є принцип рівнозначності процесів і стверджує, що геологічні процеси, які ми можемо спостерігати в даний час, є такими ж, якими вони були у віддалені геологічні епохи. Це означає, що ті безпосередні наукові висновки, які роблять вчені, вивчаючи сучасні геологічні процеси, справедливі і для тих подій, які відбувалися на нашій планеті сотні мільйонів та мільярди років тому. Якщо, наприклад, у викопних шарах виявляються скам'янілі руслові гряди, які схожі до тих, які утворюються в даний час або в недалекому минулому (рецентні), то це означає, що вони з'явились внаслідок однакових геологічних процесів. Таким чином, актуалізм встановлює для кожної події, що розглядається, загальне наукове правило по типу бритви Окама. В даному випадку йдеться про те, що всюди, і в кожному випадку і у всі часи діють одні й ті ж закони природи.